# Confuciusprijs voor de Vrede
De Confuciusprijs voor de Vrede was een in 2010 ingestelde Chinese prijs voor personen die zich ingezet hebben voor de vrede en goede internationale relaties.
De prijs werd op 17 november 2010 voorgesteld door zakenman Liu Zhiqin en vernoemd naar Confucius. Volgens het organiserend comité, dat niet direct met de Chinese overheid verbonden is, geeft de prijs een Oosterse kijk op wereldvrede, maar critici zien ook een politiek-economisch oogmerk. Aan de prijs is een bedrag van 100.000 yuan verbonden. De prijs is een reactie op de toekenning van de Nobelprijs voor de Vrede aan de Chinese dissident Liu Xiaobo in 2010 waarover China verbolgen is.
Bekende winnaars waren Vladimir Poetin, Kofi Annan, Robert Mugabe en Fidel Castro.
In 2013 werd de Confucius kunstprijs ingesteld. In 2018 werd het comité ontbonden.

## Edities

### 2010
De eerste editie werd op 9 december 2010 toegekend aan de Taiwanese oud-premier Lien Chan voor zijn bijdrage aan de verbeterde banden tussen Taiwan en China. Chan was niet aanwezig bij de uitreiking en heeft niet op de toekenning gereageerd.

### 2011
In september 2011 werd het organisatiecomité voor de prijs ontbonden. Snel werd een nieuw comité opgericht maar in oktober gaf het ministerie van cultuur aan dat ook dit comité ontbonden was en de uitreiking van de prijs gestaakt werd. Op 15 november werd bekend dat het China International Peace Studies Center in Hongkong de organisatie overgenomen heeft en die maakte op die datum bekend dat de Russische premier Vladimir Poetin de tweede editie van de Confuciusprijs voor de Vrede krijgt voor zijn verzet tegen de NAVO bemoeienis bij de Opstand in Libië en het starten van de Tweede Tsjetsjeense Oorlog in 1999. De prijs is op 9 december uitgereikt.

### 2012
De editie 2012 kende twee laureaten; voormalig chef van de Verenigde Naties Kofi Annan en de Chinese landbouwwetenschapper Yuan Longping. Annan kreeg de prijs voor zijn hervormingen binnen de VN en Longping voor zijn bijdrage aan hybride rijstproductie die het voedsel veiliger maakt.

### 2013
Op 9 december 2013 werd door Qiao Damo (China International Peace Research Center) de vierde editie uitgereikt aan de Chinese zen-meester Yi Cheng (一诚法师), oorspronkelijke naam Zhou Yunsheng (1927-2017). Hij werd geëerd vanwege zijn werk als voorzitter van de Boeddhistische vereniging van China waarin hij grote bijdragen geleverd heeft aan de hervorming en ontwikkeling van het Chinese Boeddhisme dat in die periode ook flink gegroeid is. 
Ook werd voor het eerst de Confucius kunstprijs uitgereikt waarbij kalligraaf Ouyang Zhongshi geëerd werd met een gouden medaille en er zilveren medailles waren voor Yang Lin en Hou Mingming.

### 2014
De editie 2014 was voor Fidel Castro voor zijn bijdrage aan de wereldvrede en zal in ontvangst genomen worden door Cubaanse studenten in China.

### 2015
In 2015 viel de eer te beurt aan Robert Mugabe.  Volgens de organisatie zet Mugabe zich in voor een wereldwijde zoektocht naar harmonie. Mugabe liet andere genomineerden als Bill Gates en de Zuid-Koreaanse president Park Geun-hye achter zich. Na enkele dagen liet Mugabe weten de prijs niet te aanvaarden omdat de Chinese regering niet betrokken is bij de prijstoekenning.

### 2016
Gesneuvelde soldaten van de VN vredesmissies: Shen Liangliang, omgekomen in  Mali. Yang Shupeng en Li Lei omgekomen in Zuid Soedan.

### 2017
Minister president van Cambodja, Hun Sen.